# Kokand-khanatet
Kokand-khanatet (persisk: خانات خوقند; usbekisk: Qo'qon Xonligi) var en stat i Centralasien, der eksisterede fra 1709 til 1876 og var beliggende i det senere Kirgizistan, østlige Uzbekistan og Tajikistan samt sydøstlige Kazakhstan. Både navnet på byen og på khanatet staves ofte Khoqand.

## Historie
Kokand-khanatet blev oprettet i 1709, da Shaibanide-emiren Shahrukh af Minglar Uzbekere erklærede uafhængighed af Bokhara-khanatet og lod oprette en statsdannelse i den østlige del af Fergana-dalen. Han lod opføre et citadel som sit hovedsæde i byen Kokand og indledte dermed den nye stats dannelse. Hans søn Abd al-Karim og barnebarn Narbuta Beg udvidede citadellet. Imidlertid var både Abd al-Karim og Narbuta Beg tvungne til at underkaste sig en stilling som protektorat under og betale tribut til Qing-dynastiet i Kina mellem 1774 og 1798.

### Khanatets udvidelse
Narbuta Biys søn Alim var både hensynsløs og effektiv. Han hyrede en hær af lejesoldater af tadsjikske højlandere og besejrede den vestlige halvdel af Fergana-dalen, herunder Khujand og Tasjkent. Han blev myrdet af sin broder Umar i 1810. Umars søn, Mohammed Ali (Madali Khan), besteg tronen i 1821 i en alder af 12 år. Under hans regering nåede Kokand-khanatet sin største territoriale udstrækning. Kokand-khanatet indrettede også Khojaerne af Kashgar som Jahangir Khoja. I 1841 formåede den britiske officer, kaptajn Arthur Conolly, ikke at overtale de forskellige khanater til at bilægge deres indbyrdes stridigheder i et forsøg på at modvirke det russiske imperiums voksende indtrængen i området. I november 1841 forlod han Kokand for at rejse til Bukhara i et fortvivlet forsøg på at redde kollegaen Charles Stoddart, og begge blev henrettet den 24. juni 1842 efter ordre fra emir Nasrullah Khan af Bukhara.
Efter dette havde Madali Khan, som havde modtaget Conolly i Kokand, og som også søgte en alliance med Rusland, mistet Nasrullahs tillid. Emiren, som følte sig opfordret af flere indflydelsesrige personer i Kokand, herunder den øverstbefalende for sin hær, invaderede khanatet i 1842. Kort efter henrettede han Madali Khan, hans broder og Omar Khans enke, den berømte digter Nodira. Madali Khans fætter, Shir Ali, blev installeret som khan i Kokand i juni 1842. I løbet af de næste to årtier blev khanatet svækket af en bitter borgerkrig, som blev yderligere forværret af Bukharas og russiske indblandinger. Shir Alis søn Khudayar Khan regerede fra 1845 til 1858 og efter endnu et mellemspil under emir Nasrullah igen fra 1865. I mellemtiden fortsatte Rusland sit fremstød: den 28. juni 1865 blev Tasjkent erobret af de russiske tropper under ledelse af general Chernyajev; tabet af Khujand fulgte i 1867.
Kort før Tashkents fald blev Kokands mest kendte person, Yakub Beg, tidligere herre af Tashkent, sendt af den daværende khan af Kokand, Alimqul til Kashgar, hvor Hui-muslimerne var i oprør mod kineserne. Da Alimqul blev dræbt i 1867 efter tabet af Tasjkent, flygtede mange Kokand-soldater for at slutte sig til Yaqub Beg og hjalp ham med at etablere sit herredømme i hele Tarim-bækkenet, hvilket varede indtil 1877, da Qing-dynastiet genvandt kontrollen over regionen.

### Vasalstat og afvikling
I 1868 blev Kokand ved en traktat gjort til en russisk vasalstat. Den nu magtesløse Khudayar Khan brugte sine kræfter til at forbedre sit overdådige palads. Vestlige besøgende blev imponeret over byen med dens omkring 80.000 mennesker, som indeholdt omkring 600 moskeer og 15 madrassaer. Oprør mod russisk styre og Khudayars undertrykkende skatter tvang ham til eksil i 1875. Han blev efterfulgt af sin søn, Nasir Addij Karim Khan, hvis anti-russiske holdning fremkaldte annektering af Kokand efter seks måneders hårde kampe af generalerne Konstantin von Kaufman og Mikhail Skobelev. I marts 1876 udtalte zar Alexander II, at han var blevet tvunget til at "give efter for Kokand-befolkningens ønsker om at blive russiske undersåtter." Kokand-khanatet blev erklæret afskaffet og indarbejdet i Fergana-provinsen Russisk Turkestan. Nasir ad-din Abdul Karim Khan flygtede kort efter ankomsten af russiske styrker gennem Pamir til den daværende britiske-Indien, hvor han blev tilbudt asyl af de britiske myndigheder og bosatte sig i Peshawar, hvor han døde. Hans krop blev begravet i den berømte Wazir Bagh-kirkegård og senere flyttet til Mir Tayab Garhi, hvor hans efterkommere stadig bor og opholder sig i dag.

## Khaner i Kokand (1709-1876)
- Shahrukh Bı (1709–1721)
- Abdu’l Rahım Bı (1721–1733)
- Abdu’l Kahım Bı (1733–1746)
- Irdana (1751–1770)
- Narbuta Beg (1774–1798)
- Alim Khan (1798–1810)
- Muhammad Umar Khan (1810–1822) (benævnt Amir al-Muslimin fra 1814)
- Muhammad Ali Khan (1822–1841)
- Shir 'Ali Khan (juni 1842 - 1845)
- Murad Beg Khan (1845)
- Muhammad Khudayar Khan (1845–1852) (1. gang)
- Muhammad Khudayar Khan (1853–1858) (2. gang)
- Muhammad Malla Beg Khan (1858 - 1. marts 1862)
- Shah Murad Khan (1862)
- Muhammad Khudayar Khan (1862–1865) (3. gang)
- Muhammad Sultah Khan (1863 - marts 1865) (1. gang) (med Alimqul som regent)
- Bil Bahchi Khan (1865)
- Muhammad Sultah Khan (1865–1866) (2. gang)
- Muhammad Khudayar Khan (1866 - 22. juli 1875) (4. gang)
- Nasir ad-Din Khan (1875) (1. gang)
- Muhammad Pulad Beg Khan (1875 - december 1875)
- Nasir ad-Din Abdul Karim Khan (december 1875 - 19. februar 1876) (2. gang)